# Marvin Jefferson
Marvin Hilton Jefferson (ur. 7 stycznia 1986 w Gardenie) – amerykański koszykarz, występujący na pozycjach silnego skrzydłowego oraz środkowego, obecnie zawodnik Akhisar Belediye.
30 lipca 2016 podpisał umowę z zespołem BM Slam Stali Ostrów Wielkopolski. Klub opuścił 3 listopada tego samego roku, po rozegraniu 5 spotkań sezonu regularnego.

## Osiągnięcia
Stan na 22 marca 2020, na podstawie, o ile nie zaznaczono inaczej.
NCAA
- Zaliczony do I składu defensywnego konferencji Western Athletic (WAC – 2010)

Drużynowe
- Uczestnik rozgrywek EuroChallenge (2013)

Indywidualne
- Lider ligi ukraińskiej w zbiórkach (2018)